# Fontanna w Parku Wilsona w Poznaniu

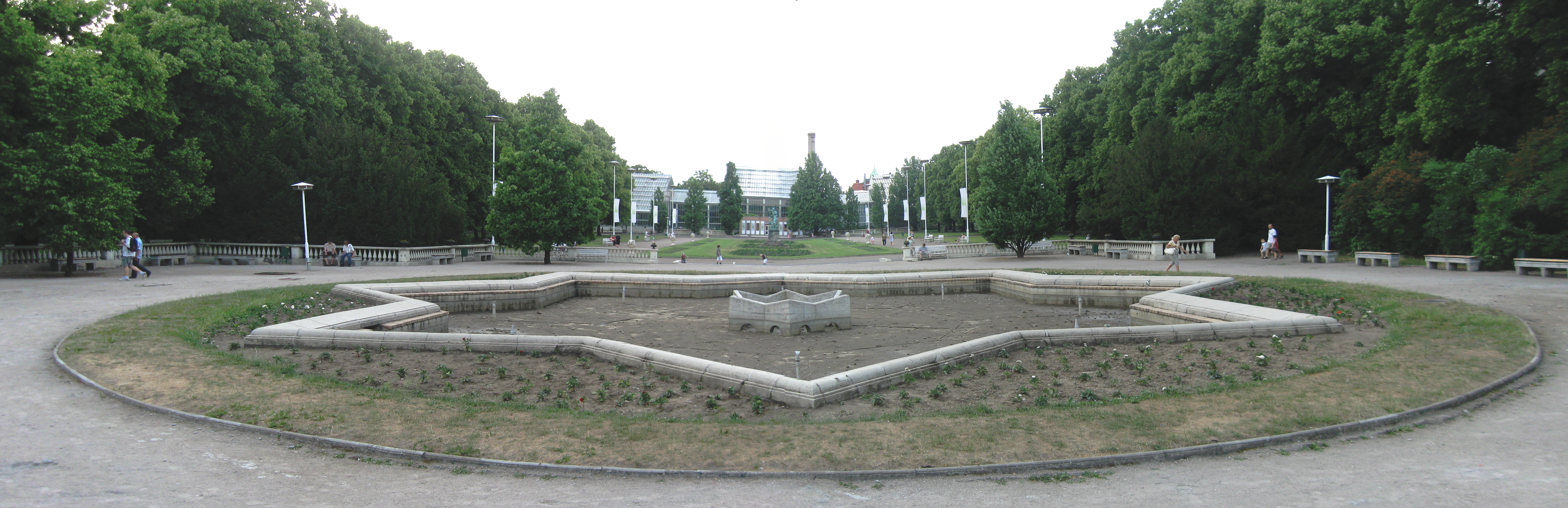
Fontanna na tle Palmiarni

Fontanna w Parku Wilsona – fontanna zlokalizowana w centralnej części Parku Wilsona w Poznaniu, pomiędzy muszlą koncertową autorstwa Jerzego Tuszowskiego, a rzeźbą Perseusza i Andromedy oraz Palmiarnią.
Fontanna pochodzi z 1929 roku i została oddana do użytku na PeWuKę. Autorem projektu był Roger Sławski. Obiekt jest podświetlany barwną iluminacją i ma kształt gwiazdy ośmioramiennej.
Otoczenie fontanny było istotnym punktem urbanistycznego założenia PeWuKi. W miejscu muszli koncertowej wznosił się m.in. awangardowy Pawilon Związku Hut Szklanych w stylu art déco.